# Jelena Ilinych
Jelena Roeslanovna Ilinych (Russisch: Еле́на Русла́новна Ильины́х; Aqtau, 25 april 1994) is een Russisch voormalig kunstschaatsster die actief was in de discipline ijsdansen. Met haar eerdere schaatspartner Nikita Katsalapov won Ilinych tijdens de Olympische Spelen in Sotsji brons bij het ijsdansen en goud bij de landenwedstrijd. Na deze Spelen brak ze met Katsalapov en ging ze verder met Roeslan Zjigansjin. In 2017 beëindigde Zjigansjin zijn sportieve carrière; Ilinych vervolgde kort met Anton Sjibnev.

## Biografie

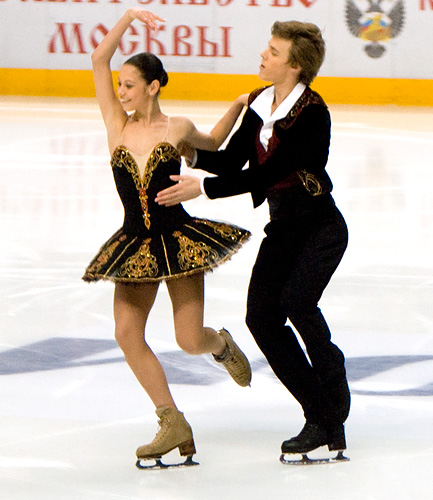
Ilinych en Nikita Katsalapov (2010)

Ilinych werd geboren in Aqtau (Kazachstan), maar groeide op in de Russische hoofdstad Moskou. Ze begon als soloschaatsster. Ilinych stapte later, op advies van haar moeder, over op het ijsdansen. In het begin van haar carrière werd ze al gekoppeld aan schaatser Nikita Katsalapov; ze beëindigden in 2005 voor de eerste keer de samenwerking.
Ze trainde twee jaar zonder partner en schaatste korte tijd met Ivan Boekin. In 2008 begon een hernieuwde samenwerking met Katsalapov. Ilinych en Katsalapov werden in 2010 wereldkampioen bij de junioren. Ze namen bij de senioren vier keer deel aan zowel de WK als de EK (2x zilver, 1x brons). Daarnaast veroverden ze olympisch brons bij het ijsdansen op de Olympische Winterspelen 2014 in Sotsji. Bij de landenwedstrijd eindigde het Russische team op de eerste plek en dus werden Ilinych en Katsalapov, die daar ook deel van uitmaakten, olympisch kampioen.
In 2014 ging ze een samenwerking aan met Roeslan Zjigansjin. Ze werden in hetzelfde jaar Russisch kampioen, eindigden als 4e bij de EK 2015 en als 7e bij de WK 2015. In 2017 beëindigde Zjigansjin zijn sportieve carrière. Ilinych ging kort verder met Anton Sjibnev. Ze overwoog vervolgens een samenwerking aan te gaan met Dmitri Solovjov, wiens schaatspartner Jekaterina Bobrova was gestopt, maar dat is uiteindelijk nooit gebeurd.
Ilinych heeft een relatie met balletdanser Sergej Polunin. Ze hebben samen twee zoons.

## Belangrijke resultaten
2008-2014 met Nikita Katsalapov, 2014-2017 met Roeslan Zjigansjin, 2017/18 met Anton Sjibnev
| Kampioenschap            | 08/09 | 09/10  | 10/11         | 11/12         | 12/13         | 13/14         |               | 14/15         | 15/16         | 16/17         |               | 17/18         |
| ------------------------ | ----- | ------ | ------------- | ------------- | ------------- | ------------- | ------------- | ------------- | ------------- | ------------- | ------------- | ------------- |
| Olympische Spelen        |       |        |               |               |               | · (team)      |               |               |               |               |               |               |
| Wereldkampioenschap      |       |        | 7e            | 5e            | 9e            | 4e            | 7e            |               |               |               |               |               |
| Europees kampioenschap   |       |        | 4e            | Brons         | Zilver        | Zilver        | 4e            |               |               |               |               |               |
| Grand Prix-finale        |       |        |               |               | 6e            |               | 6e            |               |               |               |               |               |
| Nationaal kampioenschap  |       |        | Brons         | Zilver        | Zilver        | Zilver        | Goud          | 4e            | 4e            | t.z.t.        |               |               |
| WK junioren              |       | Goud   | geen deelname | geen deelname | geen deelname | geen deelname | geen deelname | geen deelname | geen deelname | geen deelname | geen deelname | geen deelname |
| Junior Grand Prix-finale |       | Zilver | geen deelname | geen deelname | geen deelname | geen deelname | geen deelname | geen deelname | geen deelname | geen deelname | geen deelname | geen deelname |
| NK junioren              | 4e    | Zilver | geen deelname | geen deelname | geen deelname | geen deelname | geen deelname | geen deelname | geen deelname | geen deelname | geen deelname | geen deelname |

t.z.t. = trokken zich terug
2014: Pljoesjtsjenko, Lipnitskaja, Volosozjar/Trankov, Stolbova/Klimov, Bobrova/Solovjov, Ilinych/Katsalapov ·
2018: Chan, Osmond, Daleman, Duhamel/Radford, Virtue/Moir ·
2022: Chen, Zhou, Chen, Knierim/Frazier, Hubbell/Donohue, Chock/Bates